# Leichtathletik-Weltmeisterschaften der Behinderten 1994/Teilnehmer (Dänemark)
| stlisierte Goldmedaille | stlisierte Silbermedaille | stlisierte Bronzemedaille |
| ----------------------- | ------------------------- | ------------------------- |
| 1                       | 1                         | 3                         |

Aus Dänemark nahmen zwei Frauen und vier Männer an den Leichtathletik-Weltmeisterschaften der Behinderten 1994 teil und errangen fünf Medaillen.

## Ergebnisse

### Frauen
| Athletinnen      | Wettbewerb              | Vorlauf / Vorkampf | Vorlauf / Vorkampf | Halbfinale   | Halbfinale | Finale       | Finale |
| Athletinnen      | Wettbewerb              | Zeit / Weite       | Rang               | Zeit / Weite | Rang       | Zeit / Weite | Rang   |
| ---------------- | ----------------------- | ------------------ | ------------------ | ------------ | ---------- | ------------ | ------ |
| Ingrid Lauridsen | 100 m Rennrollstuhl T52 | –                  | –                  | –            | –          | 18,87 s      |        |
| Ingrid Lauridsen | 200 m Rennrollstuhl T52 | –                  | –                  | –            | –          | 34,57 s      |        |
| Ingrid Lauridsen | 400 m Rennrollstuhl T52 | –                  | –                  | 1:07,57 min  | 3          | 1:06,48 min  |        |
| Susanne Smidt    | Diskuswurf F34          | –                  | –                  | –            | –          | 19,40 m      |        |

### Männer
| Athleten         | Wettbewerb              | Vorlauf / Vorkampf | Vorlauf / Vorkampf | Halbfinale         | Halbfinale | Finale             | Finale    |
| Athleten         | Wettbewerb              | Zeit / Weite       | Rang               | Zeit / Weite       | Rang       | Zeit / Weite       | Rang      |
| ---------------- | ----------------------- | ------------------ | ------------------ | ------------------ | ---------- | ------------------ | --------- |
| Gregers Petersen | 100 m Rennrollstuhl T52 | 18,14 s            | 6                  | –                  | –          | nicht qualifiziert | 19        |
| Gregers Petersen | 200 m Rennrollstuhl T52 | 31,69 s            | 6                  | nicht qualifiziert | –          | –                  | 19        |
| Thomas Gerlach   | 800 m Rennrollstuhl T53 | 1:58,63 s          | 6                  | nicht qualifiziert | –          | –                  | ca. 26–30 |
| Mikkel Kiregard  | Diskuswurf F35          | –                  | –                  | –                  | –          | 20,22 m            | 7         |
| Kim Madsen       | Diskuswurf F36          | –                  | –                  | –                  | –          | 29,40 m            | 9         |
| Kim Madsen       | Speerwurf F36           | –                  | –                  | –                  | –          | 37,80 m            |           |
| Mikkel Kiregard  | Keulenwurf F35          | –                  | –                  | –                  | –          | 35,68 m            | 9         |